# Smokie
Smokie – brytyjski zespół muzyki pop i country rock pochodzący z Bradford, którego popularność w Europie przypadła na lata 70. XX wieku.

## Historia
Chris Norman, Alan Silson i Terry Uttley, będący filarami grupy, znali się ze szkoły. Ich pierwszy zespół nazywał się „The Yen”, wkrótce przybrał nazwę „The Sphynx”. Po ukończeniu szkoły zaczęli podróżować i grać koncerty w klubach i pubach robotniczych. W 1968 po wielokrotnych zmianach nazwy grali jako „The Elizabethans”. Mimo usilnych starań – rozsyłania nagrań demo, nagrania singli dla różnych wytwórni pod nazwą „Kindness” – nie udało im się zaistnieć. W 1973 nastąpiła zamiana perkusisty na Pete’a Spencera. W tym samym roku nowy manager zespołu Bill Hurley podjął działania mające na celu osiągnięcie sukcesu komercyjnego, nawiązując współpracę ze znanym duetem twórców przebojów glam rocka Chinn-Chapman. W 1975 grupa przyjęła ostatecznie nazwę „Smokie”
W 1982 z zespołu odszedł wokalista Chris Norman i zaczął karierę solową, jednak ostateczne rozstanie z nim nastąpiło w 1986. Jego następcą został Alan Barton, zespół zwerbował także keyboardzistę Martina Bullarda. Wkrótce odszedł także Pete Spencer, zastąpiony przez Steve’a Pinnella. W 1995 roku w wypadku samochodowym zginął Alan Barton.

## Składy zespołu
| The Elizabethans / Kindness | Smokey/Smokie I         | Smokie II              | Smokie III             | Smokie IV                |
| 1968–1970/–1973             | 1973–1975/–1986         | 1986–1995              | 1995–1996              | od 1996                  |
| --------------------------- | ----------------------- | ---------------------- | ---------------------- | ------------------------ |
| Chris Norman – lvoc, rg     | Chris Norman – lvoc, rg | Alan Barton – lvoc, rg | Mike Craft – lvoc, rg  | Mike Craft – lvoc, rg    |
| Alan Silson – lg, voc       | Alan Silson – lg, voc   | Alan Silson – lg, voc  | Alan Silson – lg, voc  | Mick McConnell – lg, voc |
| Terry Uttley – bg, voc      | Terry Uttley – bg, voc  | Terry Uttley – bg, voc | Terry Uttley – bg, voc | Terry Uttley – bg, voc   |
| Ron Kelly – dr              | Pete Spencer – dr       | Steve Pinnell – dr     | Steve Pinnell – dr     | Steve Pinnell – dr       |
|                             |                         | Martin Bullard – keyb  | Martin Bullard – keyb  | Martin Bullard – keyb    |

## Dyskografia
- Pass It Around (1975)
- Changing All the Time (1975)
- Midnight Café (1976)
- Bright Lights & Back Alleys (1977)
- The Montreux Album (1978)
- The Other Side of the Road (1979)
- Solid Ground (1981)
- Strangers in Paradise (1982)
- Midnight Delight (1982)
- All Fired Up (1988)
- Boulevard Of Broken Dreams (1989)
- Whose Are These Boots (1990)
- Chasing Shadows (1992)
- Burnin’ Ambition (1993)
- Celebration (1994)
- From Smokie With Love (1995)
- The World And Elsewhere (1995)
- Light A Candle – The Christmas Album (1996)
- Wild Horses – The Nashville Album (1998)
- Uncovered (2000)
- Uncovered Too (2001)
- On The Wire (2004)
- From The Heart (2006)
- Eclipse Acoustic (2008)
- Take A Minute (2010)

### Kompilacje
- BRAVO Präsentiert Smokie (1976)
- Greatest Hits (1977)
- Greatest Hits Volume 2 (1980)
- The Very Best of Smokie (1981)
- Die großen Erfolge einer Supergruppe (1982)
- Smokie Forever (1990)
- The Collection (1992)
- The Collection Vol. 2 (strony „B” singli 1975–1982) (1994)
- The Best of 20 Years (1995)
- With Love from Smokie (The Best of the Ballads) (1996)
- Smokie Play Their Rock’n Roll to You (The Best of the Rock Songs) (1998)
- The 25th Anniversary Album 1975–2000 (2000)
- The German Collection także Our Swedish Collection, również Danish, Korean (2000)
- The Love Collection (2001)
- Love Songs (2002)
- Their Greatest Hits: Lay Back in the Arms of Smokie (ltd. Fan edition) (2002)
- In the Mix (2003)
- Girls (2005)

### Koncerty
- Smokie’s Greatest Hits Live (feat. Alan Barton) (1989)
- Live (feat. Mike Craft) (1998)
- The Concert (Essen, Gruga-Halle 1978) (1998)

### Single z Chrisem Normanem
| Rok  | Tytuł                                                                       | Pozycje na listach | Pozycje na listach | Pozycje na listach | Pozycje na listach | Pozycje na listach | Pozycje na listach | Pozycje na listach | Pozycje na listach | Pozycje na listach | Pozycje na listach | Pozycje na listach | Album                      |                                                            |
| Rok  | Tytuł                                                                       | UK                 | US                 | GER                | AUT                | SUI                | NL                 | NOR                | SWE                | EUR                | AUS                | NZ                 | Album                      |                                                            |
| ---- | --------------------------------------------------------------------------- | ------------------ | ------------------ | ------------------ | ------------------ | ------------------ | ------------------ | ------------------ | ------------------ | ------------------ | ------------------ | ------------------ | -------------------------- | ---------------------------------------------------------- |
| 1970 | Light Of Love / Lindy Lou                                                   | –                  | –                  | –                  | –                  | –                  | –                  | –                  | –                  | –                  | –                  | –                  | –                          | SP jako Kindness dla RCA                                   |
| 1972 | Oh Julie / I Love You Carolina                                              | –                  | –                  | –                  | –                  | –                  | –                  | –                  | –                  | –                  | –                  | –                  | –                          | SP jako Kindness dla Dekki                                 |
| 1972 | Let The Good Times Roll / Oh Yeah                                           | –                  | –                  | –                  | –                  | –                  | –                  | –                  | –                  | –                  | –                  | –                  | –                          | SP jako Kindness dla Dekki                                 |
| 1973 | Make It Better / Lonely Long Lady                                           | –                  | –                  | –                  | –                  | –                  | –                  | –                  | –                  | –                  | –                  | –                  | –                          | SP jako Kindness dla Dekki                                 |
| 1975 | Pass it Around / Daydreamin’ / Don’t Turn Out Your Light / Oh Well, Oh Well | –                  | –                  | –                  | –                  | –                  | –                  | –                  | –                  | –                  | –                  | –                  | Pass It Around             | promocyjny sampler przeznaczony tylko dla stacji radiowych |
| 1975 | Pass It Around / Couldn’t Live                                              | –                  | –                  | –                  | –                  | –                  | –                  | –                  | –                  | –                  | –                  | –                  | Pass It Around             | Smokey                                                     |
| 1975 | If You Think You Know How To Love Me / Tis Me                               | 3                  | 96                 | 8                  | –                  | –                  | 17                 | 6                  | 3                  | –                  | –                  | 21                 | Changing All The Time      | Smokey                                                     |
| 1975 | Don’t Play Your Rock ’n’ Roll To Me / Talking Her Round                     | 8                  | –                  | 10                 | 13                 | –                  | 22                 | –                  | –                  | –                  | –                  | 24                 | Changing All The Time      | Smokey                                                     |
| 1976 | Something’s Been Making Me Blue / Train Song                                | 17                 | –                  | 21                 | –                  | –                  | –                  | –                  | 20                 | –                  | –                  | –                  | Midnight Cafe              |                                                            |
| 1976 | Wild, Wild Angels / The Loser                                               | –                  | –                  | 15                 | –                  | –                  | –                  | –                  | –                  | –                  | –                  | –                  | Midnight Cafe              |                                                            |
| 1976 | I’ll Meet You At Midnight / Miss You                                        | 11                 | –                  | 9                  | 10                 | –                  | 5                  | 6                  | 2                  | 6                  | –                  | –                  | Midnight Cafe poza UK      |                                                            |
| 1976 | Living Next Door To Alice / Run To You                                      | 5                  | 25                 | 1                  | 1                  | 1                  | 1                  | 1                  | 3                  | 1                  | 1                  | 7                  | Greatest Hits              |                                                            |
| 1977 | Lay Back In The Arms Of Someone / Here Lies A Man                           | 12                 | –                  | 1                  | 1                  | 2                  | 1                  | 3                  | 16                 | 1                  | 10                 | 36                 | Greatest Hits              |                                                            |
| 1977 | It’s Your Life / Now You Think You Know                                     | 5                  | –                  | 3                  | 4                  | 5                  | 7                  | 2                  | 15                 | 3                  | 5                  | –                  | Bright Light & Back Alleys |                                                            |
| 1977 | Needles And Pins / No One Could Ever Love You More                          | 10                 | 68                 | 2                  | 1                  | 7                  | 5                  | 4                  | 4                  | 2                  | 6                  | –                  | Bright Light & Back Alleys |                                                            |
| 1978 | For A Few Dollars More / Goin’ Tomorrow                                     | 17                 | –                  | 2                  | 2                  | 5                  | 14                 | 2                  | 19                 | 5                  | –                  | –                  | The Montreux Album         |                                                            |
| 1978 | Oh Carol / Will You Love Me                                                 | 5                  | –                  | 3                  | 5                  | 2                  | 23                 | –                  | –                  | 6                  | –                  | –                  | The Montreux Album         |                                                            |
| 1978 | Mexican Girl / You Took Me By Surprise                                      | 19                 | –                  | 1                  | 2                  | 5                  | 10                 | –                  | 16                 | 3                  | –                  | –                  | The Montreux Album         |                                                            |
| 1979 | Do To Me / Cryin’                                                           | –                  | –                  | 10                 | 6                  | 7                  | –                  | –                  | –                  | 7                  | 16                 | –                  | The Other Side Of The Road |                                                            |
| 1979 | Babe It’s Up To You / Did She Have To Go Away                               | –                  | –                  | 8                  | 5                  | 8                  | 41                 | –                  | –                  | 4                  | –                  | –                  | The Other Side Of The Road |                                                            |
| 1980 | San Francisco Bay / You’re You                                              | –                  | –                  | 9                  | 10                 | –                  | 36                 | –                  | –                  | 24                 | –                  | –                  | The Other Side Of The Road |                                                            |
| 1980 | Take Good Care Of My Baby / I Wanna Kiss Your Lips                          | 34                 | –                  | 18                 | 10                 | –                  | –                  | –                  | –                  | 15                 | –                  | –                  | Solid Ground               |                                                            |
| 1981 | Run To Me / Look What You’re Doin’                                          | –                  | –                  | 29                 | 13                 | –                  | –                  | –                  | –                  | –                  | –                  | –                  | Greatest Hits Volume 2     | ostatni SP wydany w UK przez RAK                           |
| 1981 | Little Town Flirt / I’m In Love With You                                    | –                  | –                  | 30                 | –                  | –                  | –                  | –                  | –                  | –                  | –                  | –                  | Solid Ground               | SP nie wydany w UK, LTF dodany do reedycji albumu          |
| 1982 | Jet Lagged / Your Love Is So Good For Me                                    | –                  | –                  | –                  | –                  | –                  | –                  | –                  | –                  | –                  | –                  | –                  | Solid Ground               | SP nie wydany w UK                                         |
| 1982 | Yesterday’s Dreams / Falling For You                                        | –                  | –                  | –                  | –                  | –                  | –                  | –                  | –                  | –                  | –                  | –                  | Stranger In Paradise       | wyd. tylko w Afryce Południowej                            |
| 1982 | Number On My Wall / Hiding From The Night                                   | –                  | –                  | –                  | –                  | –                  | –                  | –                  | –                  | –                  | –                  | –                  | Midnight Delight           | Teldec                                                     |
| 1982 | Don’t Throw It Away / Warm Nights With You                                  | –                  | –                  | –                  | –                  | –                  | –                  | –                  | –                  | –                  | –                  | –                  | Midnight Delight           | Repertoire                                                 |
| 1982 | Looking Daggers / Hiding From The Night                                     | –                  | –                  | –                  | –                  | –                  | –                  | –                  | –                  | –                  | –                  | –                  | –                          | SP wydany przez Mean Records,                              |